# سيراس حبيب
سيراس حبيب هو محامي وسياسي أمريكي، ولد في 22 أغسطس 1981 في بالتيمور في الولايات المتحدة. نشط حزبياً في الحزب الديمقراطي. وقد انتخب عضو مجلس ولاية واشنطن ‏ وانتخب نائب حاكم واشنطن ‏ (11 يناير 2017 – ) وانتخب عضو مجلس نواب واشنطن ‏ (12 يناير 2015 – 4 يناير 2017).

## وصلات خارجية
- الموقع الرسمي